# Buddy the Dentist
Pour plus de détails, voir Fiche technique et Distribution.
Buddy the Dentist est un dessin animé américain réalisé par Ben Hardaway, produit par la Warner Bros. Pictures, dans la série des Buddy (Looney Tunes), sorti en 1934.
Il a été réalisé par Ben Hardaway et produit par Leon Schlesinger est crédité comme producteur associé.

## Fiche technique
- Titre original : Buddy the Dentist
- Réalisation : Ben Hardaway
- Producteurs : Leon Schlesinger
- Musique : Norman Spencer
- Production : Leon Schlesinger Studios
- Distribution : Warner Bros. Pictures
- Format : noir et blanc - mono
- Langue : anglais
- Pays : États-Unis
- Genre : Dessin-animé
- Durée : 7 minutes
- Date de sortie : USA : 15 décembre 1934
- Licence : Domaine public[1]